# Eurypygiformes
Eurypygiformes е разред животни от клас Птици (Aves).
Той включва два съвременни вида, обособени в две самостоятелни семейства – обитаващата тропическите области на Америка слънчева чапла (Eurypyga helias) и срещащата се само в Нова Каледония кагу (Rhynochetos jubatus). В миналото те са класифицирани в семейство Чаплови (Ardeidae) или разред Жеравоподобни (Gruiformes), но днес се приемат за самостоятелна група с гондвански произход и най-близки връзки с някои птици от тропическите области на океаните.

## Семейства
Разред Eurypygiformes
- Семейство Rhynochetidae – Кагу
- Семейство Eurypygidae – Слънчеви чапли